# Turner Broadcasting System
Тарнер броудкастинг систем (енгл. Turner Broadcasting System — досл. Систем за радиодифузију/емитовање Тарнер), такође и само Тарнер, америчка је дивизија компаније Тајм Ворнер која води неколико кабловнских канала које је компанија направила или које је откупио Тед Тарнер. Компанија је основана 1970. године, и спојила се 10. октобра 1996. са компанијом Тајм Ворнер. Сада ради као полуаутономна јединица Тајм Ворнера. Имовина компаније укључује Си-Ен-Ен, Ејч-Ел-Ен, Ти-Би-Ес, Ти-Ен-Ти, Ти-Си-Ем, Си-Ен, Еј-Ес, Бумеранг, Тру ТВ... Тренутни председник и извршни директор је Џон Мартин. Седиште је у Атланти, где је такође седиште канала Си-Ен-Ен.